# Kayla Ewell
Kayla Noelle Ewell (ur. 27 sierpnia 1985 w Long Beach) – amerykańska aktorka.
Odtwórczyni roli Caitlin Ramirez w operze mydlanej CBS Moda na sukces (2004–2005).

## Życiorys
Urodziła się w Long Beach w Kalifornii jako córka Susan M. (z domu Middough) i Darrella R. Ewella. Dorastała w Seal Beach. W liceum należała do drużyny surfingowej. Studiowała taniec, śpiew i aktorstwo w Orange County Song & Dance Company w Westminster w Kalifornii. W 1999 została zauważona przez agenta talentów podczas zajęć aktorskich i zaproszona na przesłuchanie.
W czwartej klasie odbyła tournée z broadwayowskim zespołem artystycznym musicalu Józef i cudowny płaszcz snów w technikolorze jako część chóru dziecięcego. W wieku 15 lat zadebiutowała w telewizji w serialu BloodHounds, Inc (1999–2012). Mając 18 lat Ewell dołączyła do obsady opery mydlanej CBS Moda na sukces, wcielając się w 132 odcinkach w rolę początkującej projektantki mody Caitlin Ramirez. Wystąpiła w teledyskach: „Without You” (2008) zespołu Hinder, „Maybe” (2010) grupy Sick Puppies i „Hold On” (2017) Dereka Hougha.
12 września 2015 zawarła związek małżeński z Tannerem Novlanem. Mają córkę Poppy Marie (ur. 16 lipca 2019) i syna Jonesa Douglasa (ur. 2022).

## Filmografia

### Filmy
- 2006: Całe szczęście (Just My Luck) jako Janet / Bank Teller
- 2006: Dziedziczki (Material Girls) jako Janet
- 2008: Impact Point jako Jen Crowe
- 2008: Dzień wagarowicza (Senior Skip Day) jako Cara
- 2009: Ale czad! (Fired Up!) jako Lacey

### Seriale
- 2000: Luzaki i kujony (Freaks and Geeks) jako Maureen Sampson
- 2000: Portret zabójcy (Profiler) jako Faith Cleary
- 2004: Boston Public jako Dianne
- 2004–2005: Moda na sukces (The Bold and the Beautiful) jako Caitlin Ramirez
- 2005: Życie na fali (The O.C.) jako Casey
- 2006: Weronika Mars (Veronica Mars) jako Angie Dahl
- 2006: Krok od domu (Close to Home) jako Cindy Robinson
- 2007–2008: Ekipa (Entourage) jako Amy
- 2009: Kości (Bones) jako Alyssa Howland
- 2009–2011, 2014, 2017: Pamiętniki wampirów (The Vampire Diaries) jako Vicki Donovan
- 2010: CSI: Kryminalne zagadki Las Vegas (CSI: Crime Scene Investigation) jako Bettina Clark
- 2010–2011: Dr House jako Nika
- 2011: Zbrodnie Palm Glade (The Glades) jako Maggie Bauman
- 2012: Franklin & Bash jako Monica Ward
- 2015: Dziadek z przypadku (Grandfathered) jako Maya
- 2015: Lucyfer (Lucifer) jako Amanda Bello
- 2016: Nocna zmiana (The Night Shift) jako 	Cristina
- 2019–2022: Roswell, w Nowym Meksyku (Roswell, New Mexico) jako Nora Truman
- 2020: Batwoman jako Nocturna / Natalia Knight
- 2022: Rekrut (The Rookie) jako Sabrina Fowler
- 2023: 9-1-1 jako Marina Dunning